# Saussurea sclerolepis
Saussurea sclerolepis là một loài thực vật có hoa trong họ Cúc. Loài này được Nakai & Kitag. miêu tả khoa học đầu tiên năm 1934.